# Mateus Alves
Mateus Alves Maciel, mais conhecido como  Mateus Alves (Turmalina, 5 de Fevereiro de 1988), é um futebolista brasileiro que atua como zagueiro. Atualmente está sem clube.
Mateus é conhecido por sua habilidade com a perna esquerda em cobranças de faltas.

## Carreira
Formado nas categorias de base do Villa Nova, Matheus iniciou sua carreira profissional no Uberaba, tendo rapidamente se transferido para o Ipatinga, onde disputou o módulo II do Campeonato Mineiro vencendo torneios e se destacando pela facilidade nas roubadas de bola, jogo aéreo e cobranças de falta com potência e precisão. Posteriormente jogou a Série A do Campeonato Brasileiro. pelo Atlético Goianiense, onde a equipe foi rebaixada à Série B do Campeonato Brasileiro. No início de 2010 transferiu-se para a Caldense onde jogou o campeonato mineiro.
Após o campeonato estadual de 2010, Mateus acertou contrato junto ao Concórdia, onde conquistou o vice-campeonato da Divisão Especial do Campeonato Catarinense. Junto com outros nove jogadores do Concórdia, transferiu-se em 2011 para o Ypiranga de Erechim para a disputa da primeira divisão do Campeonato Gaúcho. Ao final do Campeonato Gaúcho transferiu-se para a Portuguesa de Desportos onde disputou o Campeonato Brasileiro da Série B . Mateus, nunca deixou de lado sua terra Natal, Turmalina - MG.
Em 2012 Mateus acerta sua transferência para o Cruzeiro. Fez o gol de empate da raposa em um folclórico lance, já aos 50" da etapa final. Com a chegada de Dedé perdeu espaço na equipe mineira, que no ano seguinte se sagraria a campeã nacional.
Em 4 de janeiro de 2013, Mateus assinou contrato com o Sport até o final do ano de 2014. Foi preterido por várias vezes pelo treinador, até que se transferiu para o sul.
No dia 2 de setembro de 2013, Mateus Alves acertou com o Figueirense, após não aproveitamento no Sport.
No dia 18 de janeiro de 2014, Mateus Alves acertou com o Boa Esporte, após Grande  aproveitamento no Figueirense ajundando subir para Serie A.
Em novembro de 2015, Mateus Alves foi anunciado como novo reforço do Guarani, para a disputa do Campeonato Paulista - Série A2 de 2016.

## Títulos
Portuguesa de Desportos - SP
- Campeonato Brasileiro - Série B: 2011

Juventus de Minas Novas - MG
- 2ª Divisão do Campeonato Mineiro